# Pepe Julian Onziema
Pepe Julian Onziema, född 30 november 1980, är en ugandisk HBTQ-aktivist.

## Bakgrund och privatliv
Onziema kom ut på 1990-talet. Han har berättat att det var farligt i dåtidens Uganda och att han inte visste om han var i fara.
Idag bor Onziema i Kampala. Han är transman. Trots att han har drabbats av hot, har Onziema sagt att han får stöd från sin familj. Dessutom har han sagt sig vara stolt över sina ugandiska rötter och sitt hemland.
Onziema har fått hederstiteln Opimva ("ledarnas son").

## Aktivism
Onziema började sitt arbete med mänskliga rättigheter år 2003. På grund av sin synlighet på TV och tidningar har han också fått negativ feedback.
År 2012 var Onziema en gäst på ett morgonprogram, Morning Breeze, och intervjuades av Simon Kaggwa Njala om HBTQ-rättigheter i Uganda. Programmet avbröts av en känd anti-HBTQ-präst Martin Ssempa som trängde in i studion med en påse grönsaker som enligt honom är sexleksaker som de homosexuella använder. Han försökte diskreditera Onziema genom att påstå att de sexuella minoriteter inte kan få barn och att HBTQ-aktivister har stora summor amerikanska pengar som de använder för att förfölja Ssempa genom rättsprocesser. Dessutom avbröt Ssempa både Njala och Onziema.. Efter intervjun laddades upp till internet, blev den en meme (sk "Why Are You Gay?")..
År 2014 intervjuades Onziema av John Oliver om HBTQ-rättigheter i Uganda på programmet Last Week Tonight. Han berättade att homosexualitet inte kom till Afrika med européerna så som många afrikanska politiska ledare har sagt. Istället kom homofobi dit med västindiska missionärer..
Under Onziemas intervju med Oliver förbereddes en lag i Uganda som skulle möjliggöra dödsstraff för homosexualitet. Onziema var bland dem som förberedde ett klagomål mot lagförslaget men lagförslaget föll på grund av formaliteter innan det gick igenom. I februari 2014 publicerade en ugandisk tidning en "top 200 bögar"-lista som hade Onziemas namn på den och Onziema ansåg detta som skrämseltaktik.